# Ангрбода (спутник)
Ангрбода — естественный спутник Сатурна. Его открытие было объявлено Скоттом Шеппардом, Дэвидом Джуиттом и Дженом Клина 7 октября 2019 года из наблюдений, проведённых в период с 12 декабря 2004 года по 1 февраля 2006 года. Постоянное название ему было присвоено в августе 2021 года. 24 августа 2022 года он был назван в честь Ангрбоды, ётуна из скандинавской мифологии.
Диаметр Ангрбоды — около 3 км, большая полуось —  20 379 900 км, период обращения — 1080,4 земных суток, обращается вокруг Сатурна с прямым направлением под наклоном 177,4° к плоскости эклиптики, эксцентриситет орбиты — 0,257.